# Карл IV Красивий
Карл IV Красивий (фр. Charles IV le Bel; 1295 — 1 лютого 1328, Венсен) — король Франції з 1322 року, останній представник династії Капетингів, син Філіпа IV Красивого і Жанни I Наварської.

## Особисте життя
У 1307 році одружився з Бланкою Бургундською (1296-1326). На початку 1314 року король Філіп IV Красивий наказав заарештувати своїх невісток Бланку і Маргариту Бургундську (дружину принца Людовика, майбутнього Людовика X), які скомпрометували себе з двома лицарями, братами Філіппом і Готьє д'Оне і Жанну Бургундську, дружину Філіпа де Пуатьє (майбутнього Філіпа V Довгого), за те, що їй була відома ця інтрига, але вона не донесла про це королю. Ганебну пляму, яка лягла на королівський двір, треба було змивати найжорсткішими заходами. Коханці були кастровані, з них живих здерли шкіру. Принцес кинули до в'язниці. Бланка провела в Шато-Гайяр багато років і закінчила своє життя в монастирських стінах. Так і невідомо, чи справді принцеси були винні. Із звинуваченнями виступила їхня зовиця Ізабелла Французька, яка була відома своїм злим характером. Карл IV добився у Папи Івана XXII розірвання шлюбу з Бланкою Бургундською в 1322 році. 21 вересня 1322 року він одружився з Марією Люксембурзькою (1304-1324). Вона народила сина Людовика, який прожив недовго (1324).

## Діяльність Карла IV
Марія померла в лютому 1324 року, і вже в липні Карл взяв у дружини кузину Жанну д'Евре (1310-1371). Мав шістьох дітей, четверо з яких померли в дитинстві.
В адміністративній сфері продовжував політику своїх попередників, прагнув до поступової консолідації королівської влади. Постійно мав потребу у багатій царській казні, тому використовував для цього будь-яку можливість. Отримав у Папи дозвіл на збір десятини з церкви для організації нового хрестового походу, щоб звільнити від турків Вірменію. Був стурбований чисельним зростанням чиновників і намагався полегшити фінансовий тягар казни. Передбачалося, наприклад, що жалування членам Паризького парламенту будуть виплачуватися зі штрафів (1322). Карлу вдалося збільшити королівський домен за рахунок кількох міст і багатої області Ажені. Комунальні хартії отримали при ньому Каркассон, Бурж, Дюн-ле-Руа, Сен-Кантен, Монтобан і Санс. У той же час в 1322 році ліквідував комуну Лана, в 1323 році до королівського домену був приєднаний місто Монферран в Оверні, в 1327 р. — Верден. Підтримував добрі відносини з Папським престолом, допоміг папі в 1326 році, коли тому були потрібні кошти для боротьби з гібелінами.
Втрутився у внутрішні справи Англії, підтримавши англійських баронів, які повстали проти Едуарда II (1324-1327). Едуард відмовився прибути на коронацію свого сюзерена Карла і французький король оголосив вельможного англійського васала бунтівником, направивши в Гієнь війська під командуванням свого дядька Карла Валуа. Війна затягувалася і до Франції приїхала Ізабелла, королева Англії та сестра Карла IV. Вона планувала домовитися з братом про узгодження дій проти чоловіка. Після повернення до Англії Ізабеллі вдалося скинути Едуарда II з трону, відправити його до в'язниці і стратити.

## Кінець династії Капетингів
Карл IV не залишив спадкоємців чоловічої статі і після його смерті корона перейшла до бічної гілки династії Капетингів, що було обґрунтовано посиланням на «Салічну правду» (лат. Lex Salica), яка відмовляла жінкам про перехід у спадщину земель. Королем Франції став онук Філіпа III Сміливого, син Карла Валуа і Маргарити Анжуйської, Філіп VI Валуа. На французьку корону також претендував англійський король Едуард III (1327-1377), по жіночій лінії онук Філіпа IV Красивого. Так збулось прокляття Жака Моле. У Франції розпочалась династична криза. Це стало однією з причин Столітньої війни.